# Nave espacial robótica

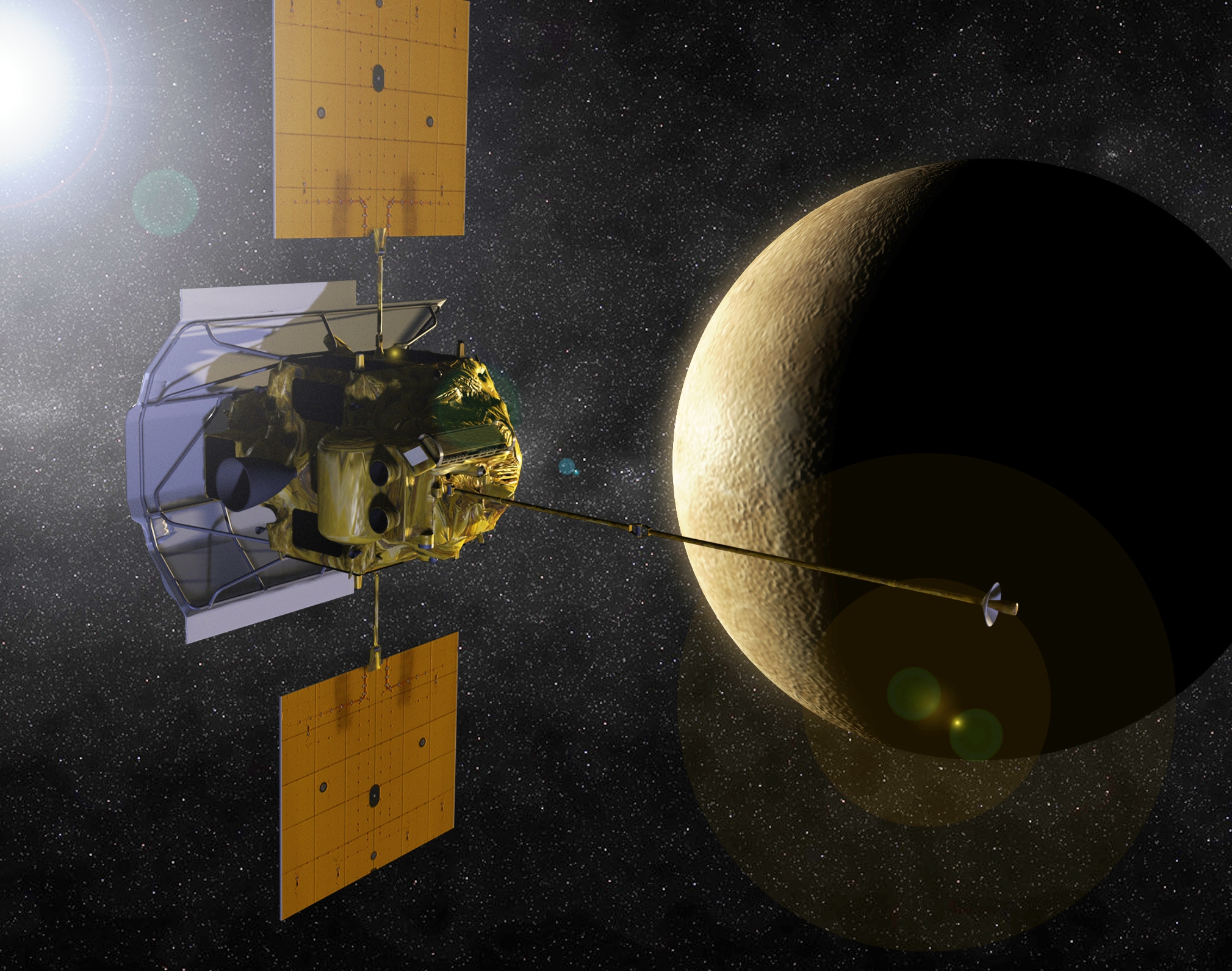
Una interpretación artística de la nave espacial MESSENGER en Mercurio.

Una nave espacial robótica es una nave espacial sin humanos a bordo que suele estar bajo control telerobótico. Una nave espacial robótica diseñada para realizar medidas de investigación científica suele denominarse una sonda espacial. Muchas misiones espaciales son más apropiadas para telerobótica más que para operaciones tripuladas, debido a los factores de bajo coste y bajo riesgo. Además, algunos destinos planetarios tales como Venus o la vecindad de Júpiter son demasiado hostiles para la supervivencia humana, dada la tecnología actual. Los planetas exteriores tales como Saturno, Urano, y Neptuno están demasiado distantes para alcanzarlos con la actual tecnología de vuelos espaciales tripulados, así que las sondas telerobóticas son la única manera de explorarlos.
Muchos satélites artificiales son naves espaciales robóticas, así como muchos son landers y rovers.

## Historia

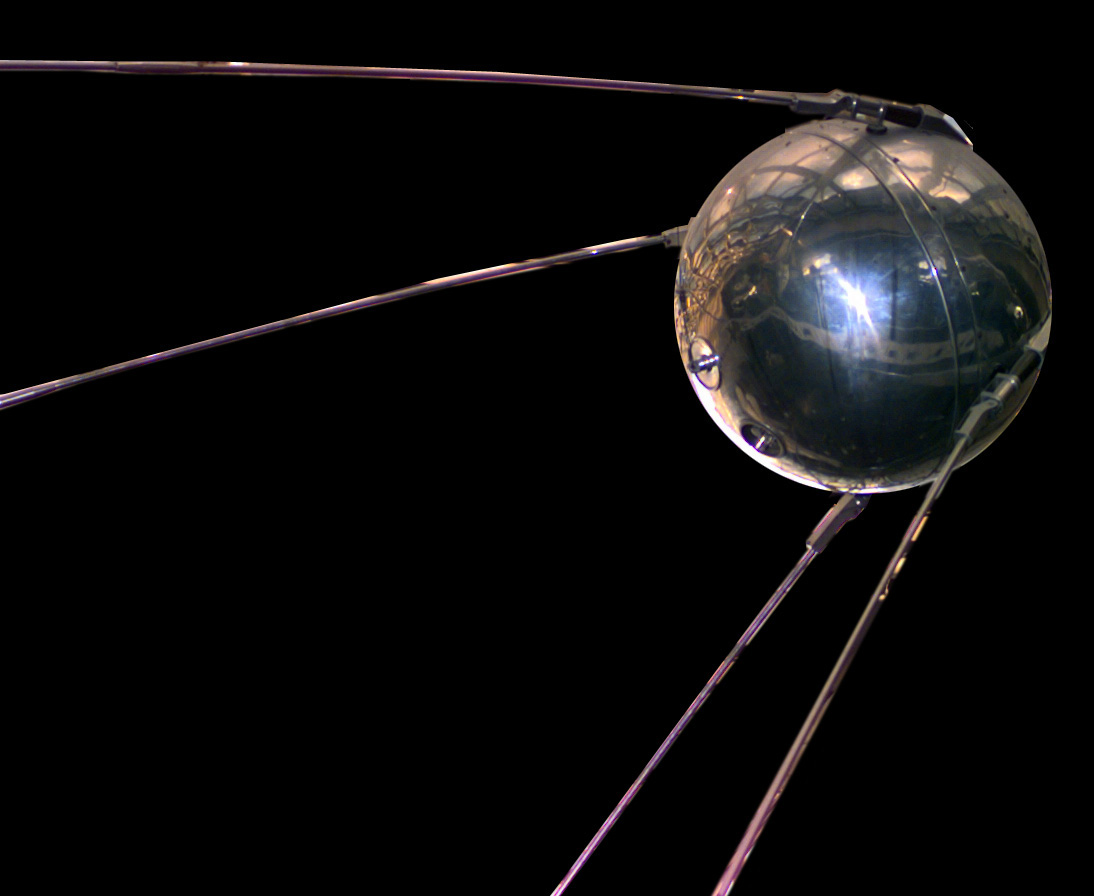
Réplica de Sputnik 1 en el Museo Nacional del Aire y el Espacio de los Estados Unidos

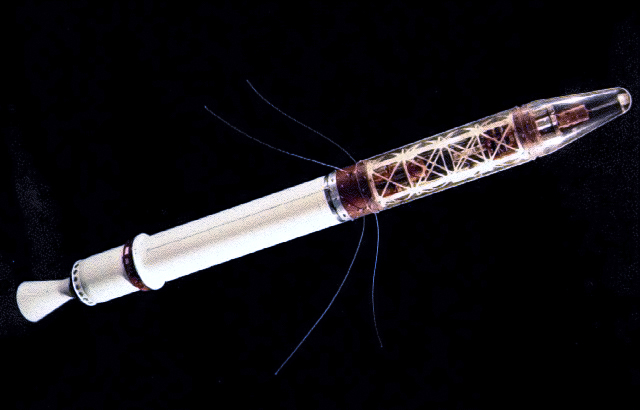
Réplica de Explorer 1

La primera nave espacial robótica fue lanzada por la Unión Soviética (URSS) el 22 de julio de 1951, un vuelo suborbital con dos perros, Dezik y Tsygan. Otros cuatro vuelos similares se hicieron sobre otoño de 1951.
El primer satélite artificial, el Sputnik 1, fue puesto en una órbita terrestre de 215 por 939 kilómetros por la URSS el 4 de octubre de 1957. El 3 de noviembre de 1957, la URSS orbitó el Sputnik 2. Con un peso de 113 kilogramos, el Sputnik 2 puso en órbita al primer animal vivo, el perro Laika. Dado que el satélite no fue diseñado para desprenderse de la etapa superior de su lanzadera espacial, la masa total en órbita fue de 508,3 kilogramos.
En una estrecha carrera espacial con los soviéticos, Estados Unidos lanzó su primer satélite artificial, el Explorer 1, a una órbita de 357 por 2.543 km, el 31 de enero de 1958. El Explorer I era un cilindro de 205,1 cm de largo por 15,2 cm de diámetro con un peso de 14 kg, en comparación con el Sputnik 1, una esfera de 58 centímetros que pesaba 83,6 kilogramos. El Explorer 1 llevaba sensores que confirmaban la existencia de los cinturones de Van Allen, un importante descubrimiento científico en aquel momento, mientras que el Sputnik 1 no llevaba sensores científicos. El 17 de marzo de 1958, Estados Unidos orbitó su segundo satélite, el Vanguard 1, del tamaño de un pomelo, y permanece en una órbita de 670 por 3.850 km a partir de 2016.
Otros nueve países han lanzado con éxito satélites utilizando sus propios vehículos de lanzamiento: Francia (1965), Japón y China (1970), Reino Unido (1971), India (1980), Israel (1988), Irán (2009), Corea del Norte (2012) y Nueva Zelanda (2018).

## Diseño
En el diseño de naves espaciales, la Fuerza Aérea de los Estados Unidos considera que un vehículo consiste en la carga útil de la misión y el bus (o plataforma). El bus provee estructura física, control térmico, energía eléctrica, control de actitud y telemetría, rastreo y comando.
La LJP divide el "sistema de vuelo" de una nave espacial en subsistemas, entre los que se incluyen:

### Estructura

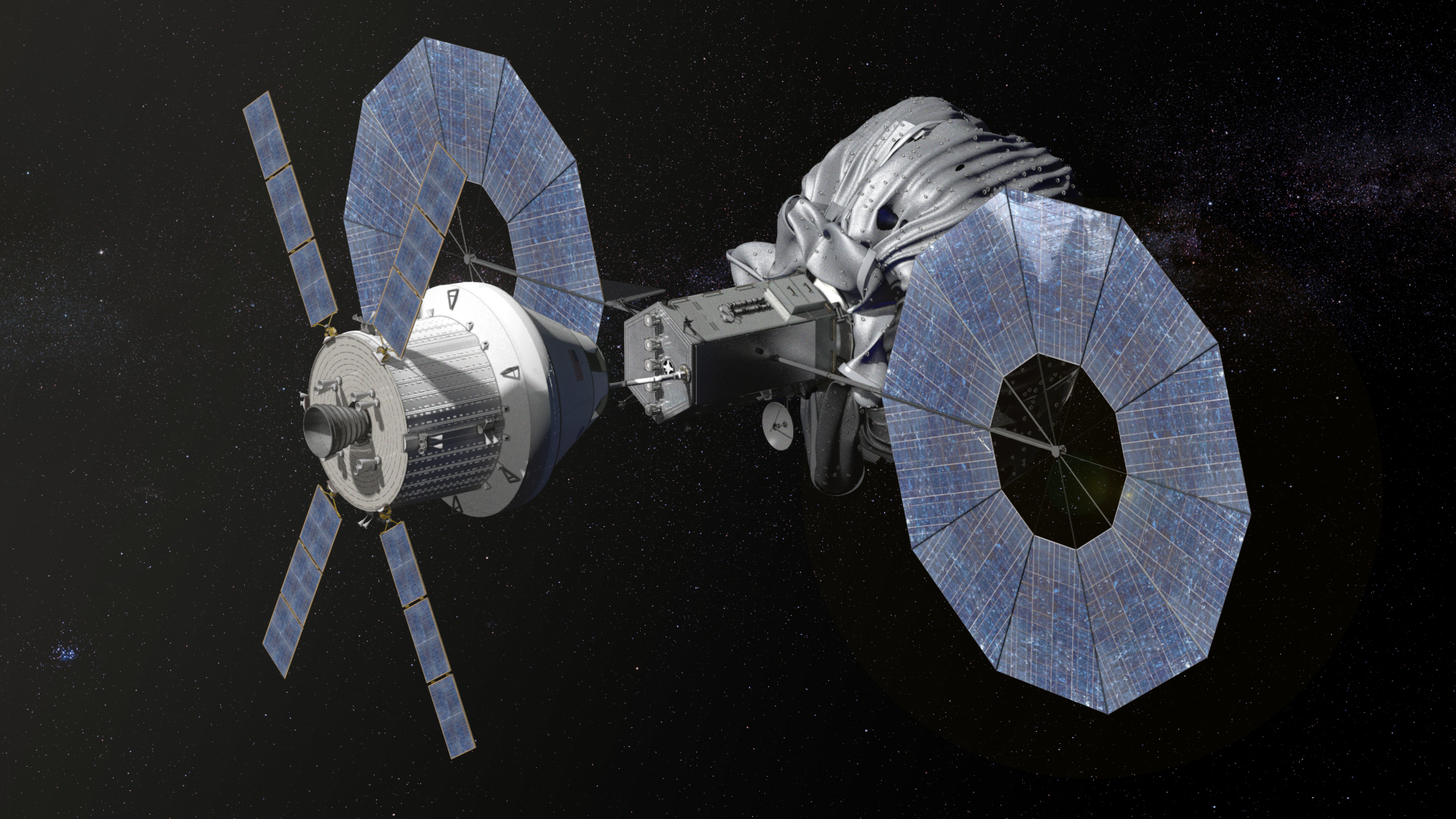
Una ilustración de la nave espacial Orión planeada por la NASA acercándose a un vehículo robótico de captura de asteroides.

Esta es la estructura física de la columna vertebral:
- proporciona la integridad mecánica general de la nave espacial
- asegura que los componentes de la nave espacial estén soportados y puedan soportar las cargas de lanzamiento

### Tratamiento de datos
A veces se hace referencia a esto como el subsistema de comando y datos. A menudo es responsable de:
- almacenamiento de secuencias de comandos
- mantenimiento del reloj de la nave espacial
- recogida y notificación de datos de telemetría de naves espaciales (por ejemplo, la salud de las naves espaciales)
- la recopilación y comunicación de los datos de la misión (por ejemplo, imágenes fotográficas)

### Determinación y control de posición
Este sistema es el principal responsable de la correcta orientación de las naves espaciales en el espacio (posición) a pesar de los efectos externos de gradiente de gravedad y perturbación, los pares de campo magnético, la radiación solar y la resistencia aerodinámica; además, puede ser necesario reposicionar partes móviles, como antenas y paneles solares.

### Aterrizaje en terrenos peligrosos
En las misiones de exploración planetaria en las que intervienen naves espaciales robóticas, hay tres partes clave en los procesos de aterrizaje en la superficie del planeta para garantizar un aterrizaje seguro y exitoso: la entrada en el campo gravitatorio planetario y en la atmósfera, el descenso a través de esa atmósfera hacia una región con un determinado valor científico y un aterrizaje seguro que garantice la integridad de la instrumentación de la nave. Mientras la nave espacial robótica atraviesa esas partes, también debe ser capaz de estimar su posición en comparación con la superficie a fin de asegurar un control fiable de sí misma y su capacidad de maniobrar bien. La nave espacial robótica también debe realizar eficientemente evaluaciones de peligros y ajustes de trayectoria en tiempo real para evitar peligros. Para lograrlo, la nave espacial robótica requiere un conocimiento preciso de dónde está situada en relación con la superficie (localización), qué puede representar un peligro del terreno (evaluación del peligro) y hacia dónde debe dirigirse la nave espacial en la actualidad (evasión del peligro). Sin la capacidad de realizar operaciones de localización, evaluación de peligros y evasión, la nave espacial robótica se vuelve insegura y puede entrar fácilmente en situaciones peligrosas como colisiones en la superficie, niveles indeseables de consumo de combustible y/o maniobras inseguras.

### Entrada, descenso y aterrizaje
La detección integrada incorpora un algoritmo de transformación de imágenes para interpretar los datos terrestres de las imágenes inmediatas, realizar una detección en tiempo real y evitar los peligros del terreno que puedan impedir el aterrizaje seguro, y aumentar la precisión del aterrizaje en un sitio de interés deseado utilizando técnicas de localización de puntos de referencia. La detección integrada completa estas tareas confiando en la información pregrabada y en las cámaras para comprender su ubicación y determinar su posición y si es correcta o necesita hacer alguna corrección (localización). Las cámaras también se utilizan para detectar cualquier posible peligro, ya sea un aumento en el consumo de combustible o un peligro físico, como un punto de aterrizaje deficiente en un cráter o acantilado, que haría que el aterrizaje no fuera el ideal (evaluación del peligro).

### Telecomunicaciones
Los componentes del subsistema de telecomunicaciones incluyen antenas de radio, transmisores y receptores. Estos pueden ser usados para comunicarse con estaciones terrestres en la Tierra, o con otras naves espaciales.

### Energía eléctrica
El suministro de energía eléctrica en las naves espaciales proviene generalmente de células fotovoltaicas (solares) o de un generador termoeléctrico de radioisótopos. Otros componentes del subsistema son las baterías para almacenar la energía y los circuitos de distribución que conectan los componentes a las fuentes de energía.

### Control de temperatura y protección del medio ambiente
Las naves espaciales suelen estar protegidas de las fluctuaciones de temperatura con aislamiento. Algunas naves espaciales utilizan espejos y sombrillas para protegerse adicionalmente de la calefacción solar. También necesitan protección contra los micrometeoroides y los desechos orbitales.

### Propulsión
La propulsión de naves espaciales es un método que permite que una nave espacial viaje a través del espacio generando empuje para empujarla hacia adelante Sin embargo, no existe un sistema de propulsión de uso universal: monopropulsor, bipropulsor, propulsor de iones, etc. Cada sistema de propulsión genera un empuje ligeramente diferente, y cada sistema tiene sus propias ventajas y desventajas. Pero, la mayoría de la propulsión de las naves espaciales hoy en día se basa en motores de cohetes. La idea general detrás de los motores de cohetes es que cuando un oxidante se encuentra con la fuente de combustible, hay una liberación explosiva de energía y calor a altas velocidades, lo que impulsa a la nave espacial hacia adelante. Esto sucede debido a un principio básico conocido como la Tercera Ley de Newton. Según Newton, "a cada acción hay una reacción igual y opuesta". A medida que la energía y el calor se liberan de la parte posterior de la nave espacial, las partículas de gas son empujadas para permitir que la nave se propulse hacia adelante. La razón principal detrás del uso del motor de cohetes hoy en día es porque los cohetes son la forma más poderosa de propulsión que existe.

#### Monopropulsor
Para que un sistema de propulsión funcione, por lo general siempre hay una línea de oxidación y una línea de combustible. De esta manera, se controla la propulsión de la nave espacial. Pero en una propulsión monopropulsora, no hay necesidad de una línea de oxidación y sólo se requiere la línea de combustible. Esto funciona debido a que el oxidante se une químicamente a la propia molécula de combustible. Pero para que el sistema de propulsión sea controlado, la combustión del combustible sólo puede ocurrir debido a la presencia de un catalizador. Esto es muy ventajoso ya que hace que el motor cohete sea más ligero y barato, fácil de controlar y más fiable. Pero, la desventaja es que el producto químico es muy peligroso de fabricar, almacenar y transportar.

#### Bipropulsor
Un sistema de propulsión bipropulsor es un motor de cohete que utiliza un propulsor líquido, lo que significa que tanto el oxidante como la línea de combustible están en estado líquido. Este sistema es único porque no requiere ningún sistema de ignición, los dos líquidos se queman espontáneamente tan pronto como entran en contacto el uno con el otro y producen la propulsión para empujar la nave hacia adelante. El principal beneficio de contar con esta tecnología es que estos tipos de líquidos tienen una densidad relativamente alta, lo que permite que el volumen del tanque de propulsión sea pequeño, aumentando así la eficacia del espacio. La desventaja es la misma que la del sistema de propulsión monopropulsor: muy peligroso para la fabricación, el almacenamiento y el transporte.

#### Ion
Un sistema de propulsión iónica es un tipo de motor que genera empuje mediante el bombardeo de electrones o la aceleración de iones. Al disparar electrones de alta energía a un átomo propulsor (carga neutra), elimina electrones del átomo propulsor y esto hace que el átomo propulsor se convierta en un átomo de carga positiva. Los iones cargados positivamente son guiados para que pasen a través de rejillas de carga positiva que contienen miles de agujeros alineados con precisión que funcionan a altos voltajes. Entonces, los iones con carga positiva alineados se aceleran a través de una rejilla de acelerador con carga negativa que aumenta aún más la velocidad de los iones hasta 144840 km/h. El impulso de estos iones cargados positivamente proporciona el empuje para impulsar la nave hacia adelante. La ventaja de tener este tipo de propulsión es que es increíblemente eficiente en el mantenimiento de la velocidad constante, que es necesaria para los viajes en el espacio profundo. Sin embargo, la cantidad de empuje producido es extremadamente baja y necesita mucha energía eléctrica para funcionar.

### Dispositivos mecánicos
Los componentes mecánicos a menudo necesitan ser movidos para su despliegue después del lanzamiento o antes del aterrizaje. Además del uso de motores, muchos movimientos puntuales son controlados por dispositivos pirotécnicos.

### Robótica vs. nave espacial no tripulada
Las naves espaciales robóticas están diseñadas específicamente para un entorno hostil específico Debido a su especificación para un entorno particular, varían enormemente en complejidad y capacidades. Mientras que una nave espacial no tripulada es una nave espacial sin personal o tripulación y es operada por control automático (procede con una acción sin intervención humana) o remoto (con intervención humana). El término "nave espacial no tripulada" no implica que la nave espacial sea robótica.

## Control
Las naves espaciales robóticas utilizan la telemetría para transmitir por radio a la Tierra los datos adquiridos y la información sobre el estado de los vehículos. Aunque en general se hace referencia a ellos como "teledirigidos" o "telerobóticos", las primeras naves espaciales orbitales, como el Sputnik 1 y el Explorer 1, no recibieron señales de control de la Tierra. Poco después de estas primeras naves espaciales, se desarrollaron sistemas de mando para permitir el control remoto desde tierra. El aumento de la autonomía es importante para sondas distantes en las que el tiempo de viaje de la luz impide una rápida decisión y control desde la Tierra. Las sondas más recientes, como las de Cassini-Huygens y los Mars Exploration Rover, son altamente autónomas y utilizan ordenadores de a bordo para funcionar de forma independiente durante largos periodos de tiempo.

## Sondas espaciales
Una sonda espacial es una misión científica de exploración espacial en la que una nave espacial abandona la Tierra y explora el espacio. Puede acercarse a la Luna, entrar en interplanetario, pasar volando o orbitar otros cuerpos, o acercarse al espacio interestelar.

## SpaceX Dragon
Un ejemplo de una nave espacial completamente robótica en el mundo moderno sería la SpaceX Dragon. La SpaceX Dragon es una nave espacial robótica diseñada para enviar no sólo carga a la órbita de la Tierra, sino también a los humanos. La altura total de la SpaceX Dragon es de 7,2 m con un diámetro de 3,7 m. La masa total de la carga útil de lanzamiento es de 6.000 kg y una masa total de retorno de 3.000 kg, junto con un volumen total de carga útil de lanzamiento de 25m3 y un volumen total de carga útil de retorno de 11m3. La duración total de la Dragon en la órbita de la Tierra es de dos años.
En 2012, la SpaceX Dragon hizo historia al convertirse en la primera nave espacial robótica comercial en entregar carga a la Estación Espacial Internacional y devolverla a la Tierra de forma segura en el mismo viaje. Esta hazaña que hizo la Dragon solo fue lograda previamente por los gobiernos. Actualmente la Dragon está destinada a transferir carga debido a su capacidad de devolver cantidades significativas a la Tierra a pesar de que originalmente fue diseñada para transportar humanos.

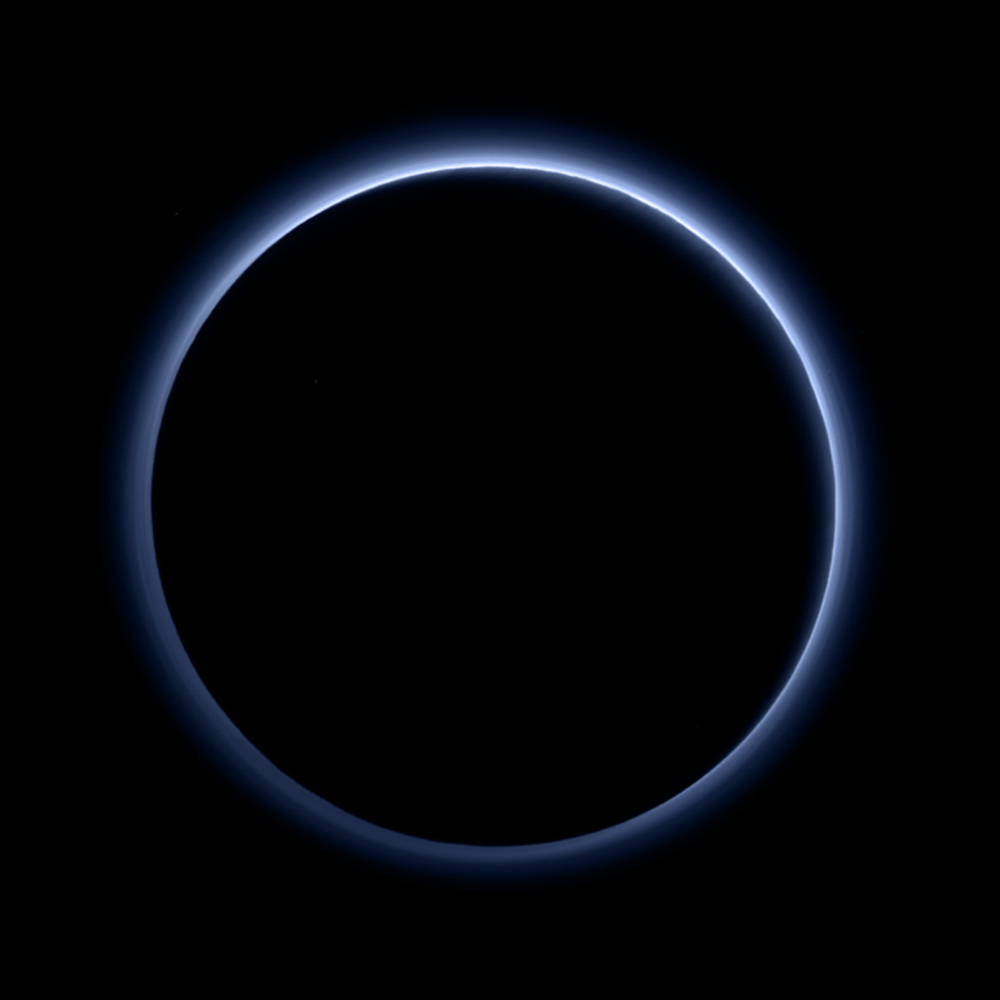
Foto de salida de Plutón por New Horizons, mostrando la atmósfera de Plutón retroiluminada por el Sol.

## Vehículos de servicio para naves espaciales robóticas

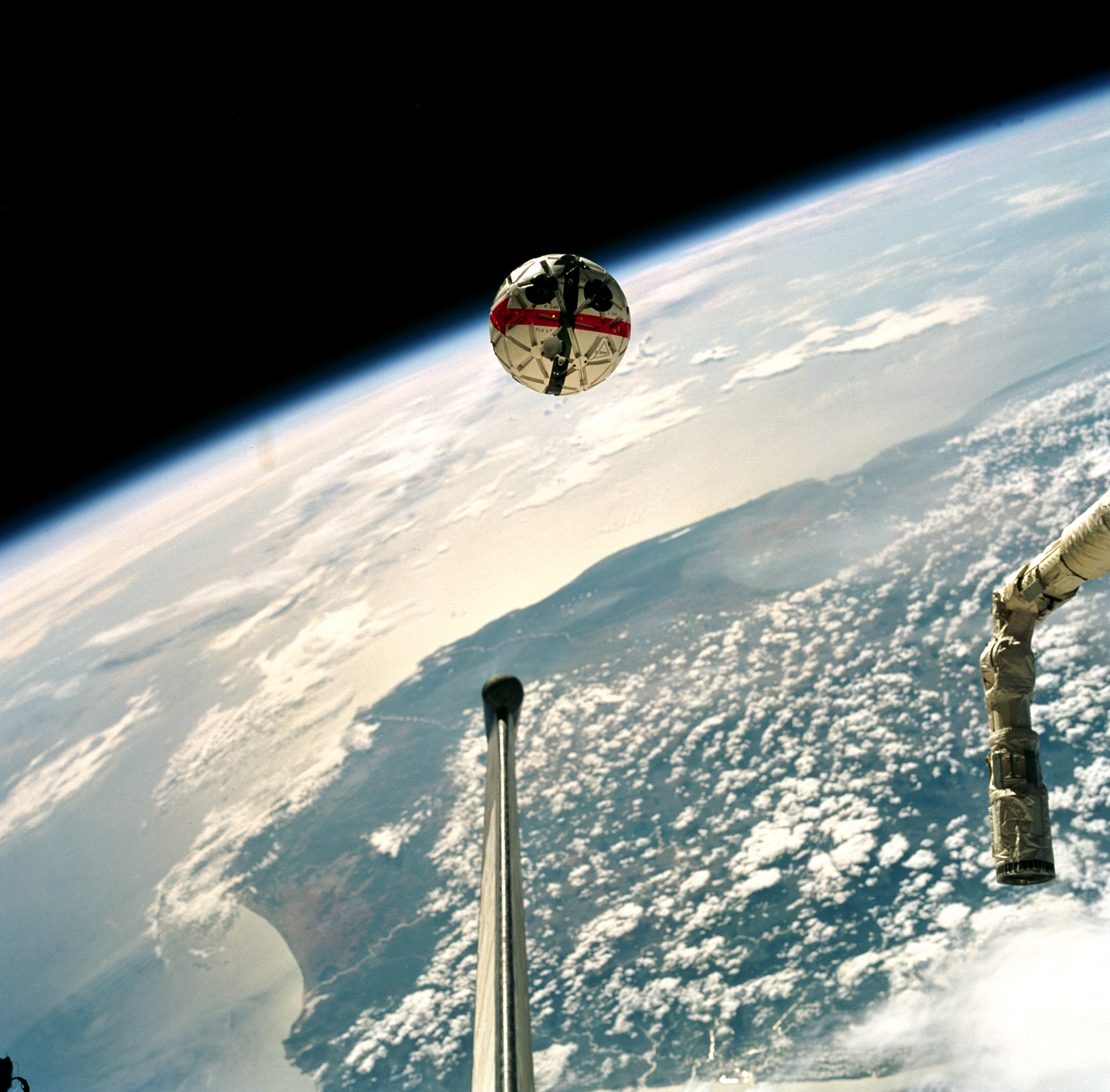
AERCam Sprint liberado desde la bahía de carga útil del transbordador espacial Columbia

- MDA Space Infrastructure Servicing vehicle — un depósito de reabastecimiento en el espacio y una nave espacial de servicio para satélites de comunicaciones en órbita geosíncrona.[21]
- Mission Extension Vehicle es un enfoque alternativo que no utiliza la transferencia de combustible RCS en el espacio. Más bien, se conectaría al satélite objetivo de la misma manera que el MDA SIS, y luego usaría "sus propios propulsores para proporcionar control de actitud para el objetivo".[22]